# Svenska Bordtennisförbundet
Svenska Bordtennisförbundet (SBTF) är ett specialidrottsförbund för organiserad bordtennis i Sverige. Förbundet bildades 1926 och valdes in i Riksidrottsförbundet 1943. Förbundets första ordförande var Ceve Linde. Vid första mötet registrerades 36 föreningar och det togs samtidigt ett flertal viktiga beslut, bland annat att idrotten skulle kallas bordtennis istället för pingpong. Svenska Bordtennisförbundet har idag ca 540 föreningar uppdelade på 21 distrikt och kansliet är beläget i Köping Arenas pingiscenter tillsammans med bordtennisens Riksidrottsgymnasium.
Sverige blev medlem i det Internationella Bordtennisförbundet ITTF 1926 och det Europeiska Bordtennisförbundet, ETTU 1957.
2017 fastställde Bordtennisens internationella kongress att 226 nationer är medlemmar i ITTF och 2017 blev även året då Para-bordtennisen integrerades fullt ut med Svenska Bordtennisförbundet.

## Ordförande
Följande personer har varit ordförande i Svenska Bordtennisförbundet:
- 1926-1928 – Carl Linde, Malmö
- 1929      – Gösta Josephsson, Stockholm
- 1930-1931 – Gottfrid Schröder, Stockholm
- 1932-1935 – Ralp Fischer, Göteborg
- 1936-1937 – Hilding Söderberg, Göteborg
- 1938-1945 – Karl-Albert Rabén, Stockholm
- 1946-1949 – Gunnar Ollén, Göteborg
- 1950-1951 – Tore G Brodd, Stockholm
- 1952-1957 – Karl-Albert Rabén, Stockholm
- 1958-1970 – Åke Eldh, Saltsjöbaden
- 1971-1977 – Erik Extergren, Stockholm
- 1978-2002 – Ulf Lönnqvist, Tyresö/Karlskrona
- 2002      – Kjell Larsson (till december 2002)
- – Ingmar Nygren-Bonnier december 2002-maj 2003
- 2003-2013 – Walter Rönmark, Sundsvall
- 2013–ff – Petra Sörling, Trelleborg
- 2022 - Dennis Lindahl, Mora

## Generalsekreterare/Förbundschefer
Följande personer har varit Generalsekreterare/Förbundschef i Svenska Bordtennisförbundet:
- -1974 Börje Bergqvist
- -1975 Roger Gustafsson
- 1976–1995 Nils "Nicke" Bergström
- 1982–1989 Lars Nilsson
- 1989–1990 Bert Valtersson
- 1991–1996 Lars-Ove "Loa" Andersson
- 1996–1999 Bert Larsson
- 2000–2008 Jörgen Persson (Ulf Bjöns ersatte under perioden november 2004-juni 2005)
- 2008–2014 David Gustafsson (Bengt Andersson ersatte under perioderna maj-oktober 2008 och     juni-december 2012)
- 2014–2018 Mikael Peterson (Förbundschef till och med 180831 och fortsätter efter det i annan ledningsfunktion inom SBTF)
- 2018– Thomas Buza tillträdde som förbundschef 1 september 2018

## Sportchefer
- 2001–2006 Kjell-Åke Waldner
- 2011–2016 Anders Johansson
- 2018– Mikael Andersson

## Förbundskaptener
Herrlandslaget
- 1958–1968 Sven-Olof Hammarlund *
- 1968–1974 Christer Johansson
- 1974–1977 Hans Alsér
- 1978–1980 Kjell Johansson
- 1980–1982 Anders Johansson
- 1982–1985 Tomas Berner
- 1986 Hans Kroon
- 1987–1990 Glenn Östh
- 1990–1993 Anders Thunström
- 1993–1996 Sören Ahlén
- 1996–2001 Ulf Carlsson
- 2001–2006 Peter Sterneborg
- 2006–2011 Erik Lindh
- 2011–2012 Anders Johansson **
- 2014–2016 Marcus Sjöberg
- 2012–2018 Ulf Carlsson
- 2017– Peter Andersson
- 2017– Peter Blomquist
- 2019– Jörgen Persson

* Ordförande landslagskommittén
** sportchef
Damlandslaget
- 1973–1974 Björne Mellström
- 1974–1976 Thomas Stenberg
- 1975–1976 Nisse Billing
- 1977 Thomas Ek
- 1978–1980 Anders Johansson
- 1980–1982 Glenn Östh
- 1983 Marita Neidert
- 1984–1986 Gunilla Lindström
- 1987–1988 Åke Berg
- 1989–1992 Sören Ahlén
- 1992 Peter Sartz
- 1992–1996 Ulf Carlsson
- 1997 Ulf Bengtsson
- 1998–2000 Kjell-Åke Waldner
- 2000–2001 Ulf Carlsson
- 2006–2008 Mattias Syrén
- 2008–2012 Pernilla Andersson
- 2012–2015 Anders Johansson *
- 2014–2016 Thomas von Scheele
- 2017–2019 Peter Sartz
- 2019– John Wall

* Sportchef
Paralandslaget
- 1978–1987 Thomas Stenberg
- 1987–1988 Thomas Kanhede
- 1989–1992 Olle Johansson
- 1989–1993 Per-Inge Johansson
- 1993–1998 Gert Nilsson
- 1994 Jörgen Nilsson
- 1995–1997 Mattias Syrén
- 1997–2001 Anders Nygren Långström
- 1998 Kia Sigge
- 1999–2001 Igor Solopov
- 1999–2002 Patrik Nord
- 2001–2004 (+ VM 2006) Peter Dahl
- 2001–2008 Roger Edeflod
- 2002–2008 Erik Kullingsjö
- 2005–2008 Per Gralvik
- 2009–2010 Mattias Karlsson-Täck
- 2010–2011 Per Jarlebrand
- 2012 Dennis Lindahl
- 2009– Robert Svanberg
- 2009– Daniel Ellerman
- 2012– Anders Sjöstedt
- 2018– Carina Jonsson
- 2019– Simon Nilsson
- 2019– Mattias Ekdahl